# ریچارد بون
ریچارد بون (انگلیسی: Richard Boone؛ ۱۸ ژوئن ۱۹۱۷ – ۱۰ ژانویهٔ ۱۹۸۱) هنرپیشه اهل ایالات متحده آمریکا بود. وی بین سال‌های ۱۹۴۹ تا ۱۹۸۰ میلادی فعالیت می‌کرد.
از فیلم‌هایی که وی در آن نقش داشته است می‌توان به ۱۱ یار اوشن، ردا، تنظیم، سردار جنگ، آلامو، دور از همه قایق‌ها، ستاره‌ای در خاک، کانگورو، تیرانداز اشاره کرد.